# Mariane Gaburro
Mariane Gaburro (Mogi das Cruzes, 26 settembre 1993) è una calciatrice brasiliana naturalizzata italiana, attaccante della Fiamma Monza.

## Caratteristiche tecniche
Prima punta veloce, dotata di buon dribbling, con propensione all'assist.

## Biografia
Mariane nasce in Brasile, a Mogi das Cruzes, stesso paese natale di Neymar,nello Stato di San Paolo, ma all'età di 4 anni viene adottata da una famiglia italiana acquisendone la nazionalità. Già a 5 anni si appassiona al calcio giocato.

## Carriera
Mariane Gaburro inizia a giocare nelle giovanili miste fino al 2007, quando approda alla sua prima squadra con formazione interamente femminile, la Sovicese, venendo inserita in rosa nella formazione che gioca in Serie D. Dopo una sola stagione viene contattata del Fiammamonza che le offre l'occasione di vestire la maglia partecipando al Campionato Primavera.
Con la società monzese viene ben presto chiamata in prima squadra, giocando in Serie A dalla stagione 2008-2009 e, dopo essere stata retrocessa in Serie A2, contribuendo nella stagione 2011-2012 alla riconquista della massima serie del campionato italiano femminile di calcio. Gaburro rimane con il Fiammamonza fino al termine della stagione 2012-2013, congedandosi con un attivo di 28 reti su 95 presenze.
Nell'estate 2013, dopo aver valutato diverse proposte decide di sottoscrivere un contratto con il San Zaccaria, società ravennate che disputa il campionato di Serie B e punta alla promozione. Con il San Zaccaria, al termine della stagione 2013-2014, contribuisce a conquistare la storica promozione alla massima serie segnando 10 gol su 17 partite.
A fine stagione, nell'estate del 2014, viene girata in prestito all'AC Seattle, squadra femminile dell'omonima città statunitense che partecipa alla Women's Premier Soccer League (WPSL), secondo livello di calcio femminile nell'organizzazione calcistica statunitense.
Con il San Zaccaria rimane anche la stagione successiva, venendo impiegata 12 volte, spesso partendo dalla panchina, e andando in rete in sole due occasioni, in entrambe la sola a siglare un gol per la squadra ravennate ma anche non determinanti per vincere le partite, quelli dell'1-2 del derby con la Riviera di Romagna alla 18ª giornata e dell'1-2 con l'AGSM Verona alla 26ª e ultima giornata del campionato regolare. Inserita in rosa anche per l'incontro di play-out con Riviera di Romagna, pur non scendendo in campo festeggia con le compagne la vittoria per 2-1 e il diritto di rimanere in Serie A anche per il campionato a venire. Quella è la sua ultima partita con le romagnole, congedandosi con un tabellino personale di 12 reti siglate in 29 incontri.
Durante il calciomercato estivo 2015 trova un accordo con il Como 2000 neoretrocesso in Serie B, il quale è deciso a integrarla nel proprio organico per puntare ad una veloce promozione alla massima serie, e dove ritrova alcune compagne della Fiammamonza. Gaburro è inserita in rosa per la prima parte della stagione, siglando 6 reti in altrettanti incontri, tuttavia durante il calciomercato invernale si svincola per affrontare l'avventura del Virtus Romagna, società di Bellaria-Igea Marina, ripartendo dalla Serie C regionale.
Al termine della stagione 2016-2017 si è trasferita alla Fiamma Monza.

## Statistiche

### Presenze e reti nei club
Aggiornato al 30 settembre 2017.
| Stagione              | Squadra               | Campionato            | Campionato | Campionato | Coppe nazionali | Coppe nazionali | Coppe nazionali | Coppe continentali | Coppe continentali | Coppe continentali | Altre coppe | Altre coppe | Altre coppe | Totale | Totale |
| Stagione              | Squadra               | Comp                  | Pres       | Reti       | Comp            | Pres            | Reti            | Comp               | Pres               | Reti               | Comp        | Pres        | Reti        | Pres   | Reti   |
| --------------------- | --------------------- | --------------------- | ---------- | ---------- | --------------- | --------------- | --------------- | ------------------ | ------------------ | ------------------ | ----------- | ----------- | ----------- | ------ | ------ |
| 2008-2009             | Fiamma Monza          | A                     | 8          | 1          | CI              | ?               | ?               |                    | -                  | -                  |             | -           | -           | 8+     | 1+     |
| 2009-2010             | Fiamma Monza          | A                     | 10         | 1          | CI              | ?               | ?               |                    | -                  | -                  |             | -           | -           | 10+    | 1+     |
| 2010-2011             | Fiamma Monza          | A2                    | 21         | 5          | CI              | ?               | ?               |                    | -                  | -                  |             | -           | -           | 21+    | 5+     |
| 2011-2012             | Fiamma Monza          | A2                    | 27         | 17         | CI              | ?               | ?               |                    | -                  | -                  |             | -           | -           | 27+    | 17+    |
| 2012-2013             | Fiamma Monza          | A                     | 23         | 5          | CI              | ?               | ?               |                    | -                  | -                  |             | -           | -           | 23+    | 5+     |
| Totale Fiammamonza    | Totale Fiammamonza    | Totale Fiammamonza    | 89         | 29         |                 | ?               | ?               |                    | -                  | -                  |             | -           | -           | 89+    | 29+    |
| 2013-2014             | San Zaccaria          | B                     | 17         | 10         | CI              | ?               | ?               |                    | -                  | -                  |             | -           | -           | 17+    | 10+    |
| 2014-2015             | San Zaccaria          | A                     | 12         | 2          | CI              | ?               | ?               |                    | -                  | -                  |             | -           | -           | 12+    | 2+     |
| Totale San Zaccaria   | Totale San Zaccaria   | Totale San Zaccaria   | 29         | 12         |                 | ?               | ?               |                    | -                  | -                  |             | -           | -           | 29+    | 12+    |
| 2015                  | Como 2000             | B                     | 6          | 6          | CI              | 4               | 0               |                    | -                  | -                  |             | -           | -           | 10     | 6      |
| 2016                  | Virtus Romagna        | C                     | ?          | ?          | CR              | ?               | ?               |                    | -                  | -                  |             | -           | -           | ?      | ?      |
| 2016-2017             | Virtus Romagna        | C                     | ?          | ?          | CR              | ?               | ?               |                    | -                  | -                  |             | -           | -           | ?      | ?      |
| Totale Virtus Romagna | Totale Virtus Romagna | Totale Virtus Romagna | ?          | ?          |                 | ?               | ?               |                    | -                  | -                  |             | -           | -           | ?      | ?      |
| 2017-2018             | Fiamma Monza          | B                     | 0          | 0          | CI              | 2               | 1               |                    | -                  | -                  |             | -           | -           | 2      | 1      |
| Totale carriera       | Totale carriera       | Totale carriera       | 124+       | 47+        |                 | 6+              | 1+              |                    | -                  | -                  |             | -           | -           | 130+   | 48+    |

## Palmarès

### Club
- Campionato italiano di Serie A2: 1

Fiammamonza: 2011-2012
- Campionato italiano di Serie B: 1

San Zaccaria: 2013-2014